# Seiwa-en

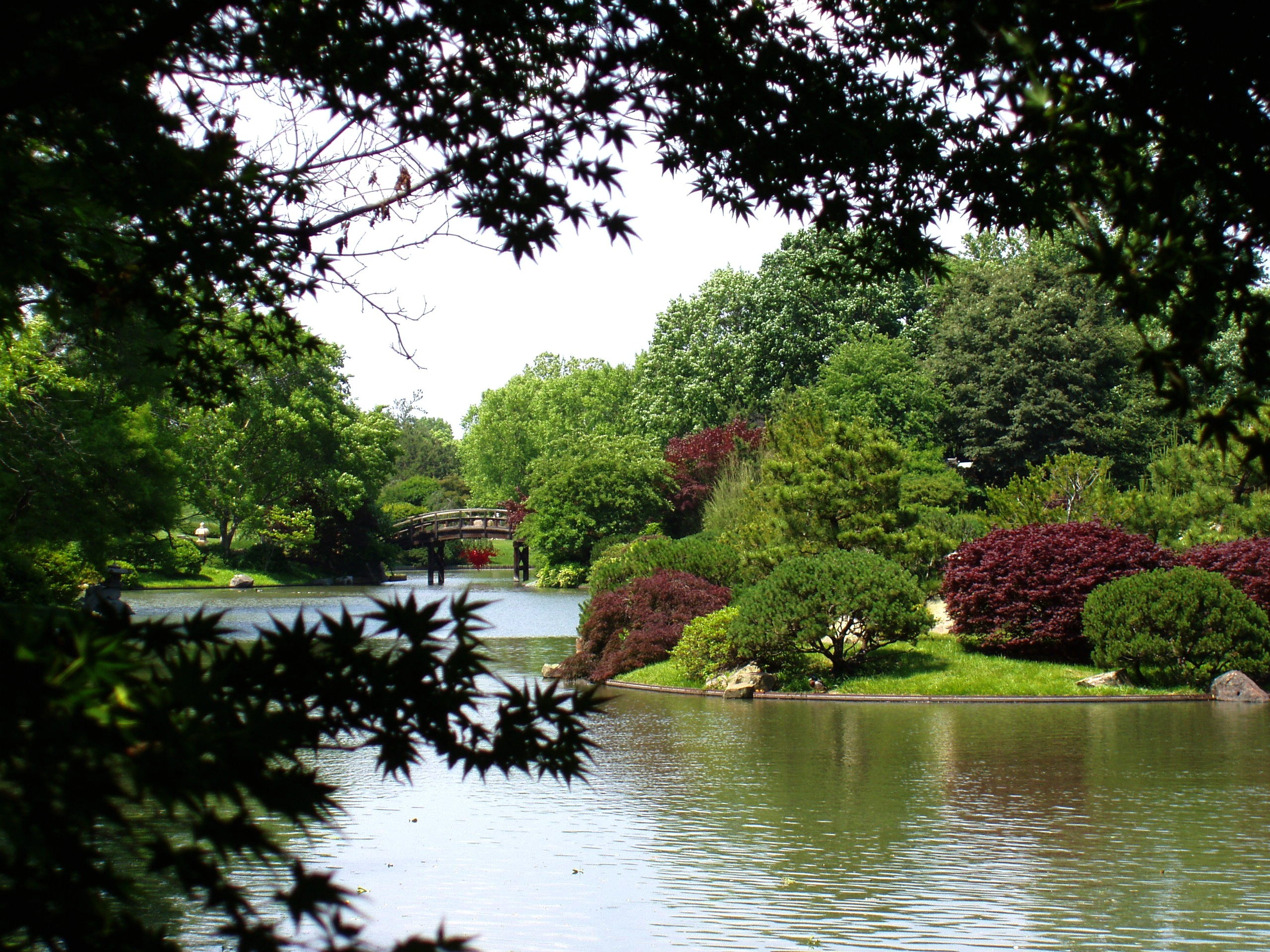
Seiwa-en, en el Jardín Botánico de Misuri.

Seiwa-en es un jardín japonés de paseo, de 14 acres (5 hectáreas) de extensión, siendo el jardín mayor en su tipo en los EE. UU. Se encuentra en el interior del Jardín Botánico de Misuri San Luis, EE. UU.

## Localización
Seiwa-en, Missouri Botanical Garden Sant Louis, Estados Unidos-Estados Unidos.38°36′36.36″N 90°15′42.84″O / 38.6101000, -90.2619000
Está abierto al público pagando una tarifa de entrada en las horas de luz del día. 

## Historia
Seiwa-en fue inspirado en 1972 por una oferta del "Japanese American Citizens' League" JACL (Asociación de ciudadanos americano japoneses) para establecer un jardín japonés en el Jardín Botánico de Misuri. El JACL contrató los servicios de Koichi Kawana, profesor distinguido de diseño ambiental y de la arquitectura del paisaje en la Universidad de California, Los Ángeles, que diseñó el Seiwa-en y supervisó su construcción y su desarrollo hasta su muerte en 1990. 

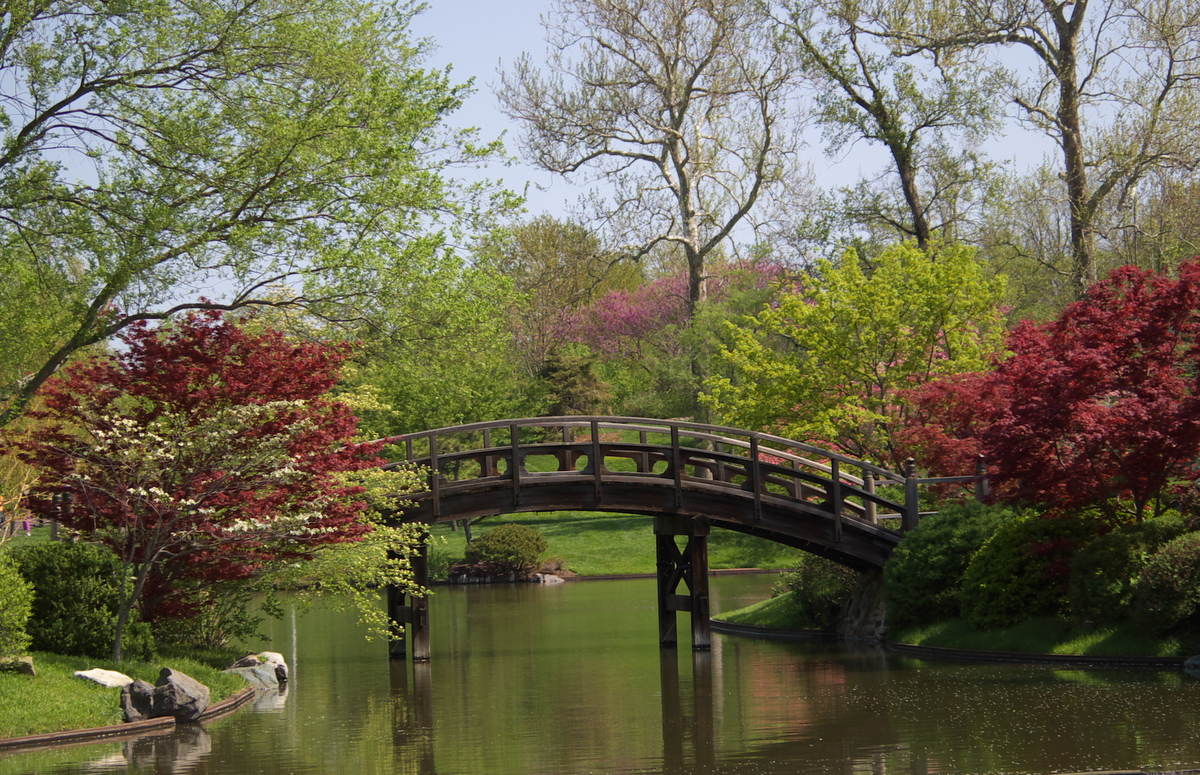
Puente japonés en el Seiwa-en.

El Seiwa-en fue dedicado en mayo de 1977. Además de la ayuda del JACL, el proyecto ha sido financiado por concesiones de "National Endowment for the Arts" (La dotación nacional para las artes), del "Missouri Department of Natural Resources" (Departamento de Misuri de recursos naturales), del fondo conmemorativo de la exposición de "El mundo de Japón", y de muchos otros.
Seiwa-en que significa "Jardín de pureza, clara armonía y paz." Es el mayor jardín japonés tradicional de Norteamérica. Este es un jardín de estilo chisen kaiyu-shiki, o "jardín de paseo húmedo," un estilo desarrollado por ricos terratenientes del periodo Edo durante el siglo XIX japonés.

## Colecciones
Las especies de plantas que se incluyen son en su mayoría especies japonesas de arces y de cerezos de flor, así como coníferas de talla normal y en sus variedades enanas.